# Diplococcium
Diplococcium is een geslacht van schimmels behorend tot de familie Mollisiaceae. De typesoort is Diplococcium spicatum.

## Soorten
Volgens Index Fungorum bevat het geslacht 32 soorten (peildatum mei 2023):
| Soortnaam                   | Auteur(s)                                              | Publicatiejaar |
| --------------------------- | ------------------------------------------------------ | -------------- |
| Diplococcium aquaticum      | Goh, K.D. Hyde & Umali                                 | 1998           |
| Diplococcium asperum        | Piroz.                                                 | 1972           |
| Diplococcium atrovelutinum  | U. Braun, Hosag. & T.K. Abraham                        | 1996           |
| Diplococcium bicolor        | Hol.-Jech.                                             | 1982           |
| Diplococcium capitatum      | Piroz.                                                 | 1972           |
| Diplococcium catenulatum    | (C.J.K. Wang & B. Sutton) R.C. Sinclair, Eicker & Bhat | 1986           |
| Diplococcium clarkii        | M.B. Ellis                                             | 1976           |
| Diplococcium constrictum    | (C.J.K. Wang & B. Sutton) R.C. Sinclair, Eicker & Bhat | 1986           |
| Diplococcium cylindricum    | Jaap                                                   | 1907           |
| Diplococcium dendrocalami   | Goh, K.D. Hyde & Umali                                 | 1998           |
| Diplococcium dimorphosporum | Hern.-Restr., J. Mena, Gené & Guarro                   | 2012           |
| Diplococcium graminearum    | R.F. Castañeda & W.B. Kendr.                           | 1991           |
| Diplococcium heteroseptatum | D.A.C. Almeida, Santa Izabel, R.F. Castañeda & Gusmão  | 2015           |
| Diplococcium heterosporum   | L. Zeller & Tóth                                       | 1961           |
| Diplococcium hughesii       | C.J.K. Wang & B. Sutton                                | 1999           |
| Diplococcium indivisum      | (Sacc.) S. Hughes                                      | 1953           |
| Diplococcium insolitum      | Hol.-Jech.                                             | 1982           |
| Diplococcium lawrencei      | B. Sutton                                              | 1973           |
| Diplococcium laxusporum     | R.F. Castañeda & W.B. Kendr.                           | 1991           |
| Diplococcium livistonae     | L.G. Ma & X.G. Zhang                                   | 2012           |
| Diplococcium mirabile       | Rambelli                                               | 1958           |
| Diplococcium pandani        | B. Huguenin                                            | 1964           |
| Diplococcium parcum         | Hol.-Jech.                                             | 1982           |
| Diplococcium peruamazonicum | Matsush.                                               | 1993           |
| Diplococcium pulneyense     | Subram. & Sekar                                        | 1989           |
| Diplococcium racemosum      | Silvera, Mercado, Gené & Guarro                        | 2012           |
| Diplococcium spicatum       | Grove                                                  | 1885           |
| Diplococcium strictum       | (Sacc.) Sacc.                                          | 1886           |
| Diplococcium uniseptatum    | (Berk. & M.A. Curtis) S. Hughes                        | 1953           |
| Diplococcium variegatum     | S.S. Silva, Gusmão & R.F. Castañeda                    | 2014           |
| Diplococcium varieseptatum  | Goh & K.D. Hyde                                        | 1998           |
| Diplococcium verruculosum   | A.C. Cruz, Gusmão & R.F. Castañeda                     | 2007           |